# 扎巴拉人

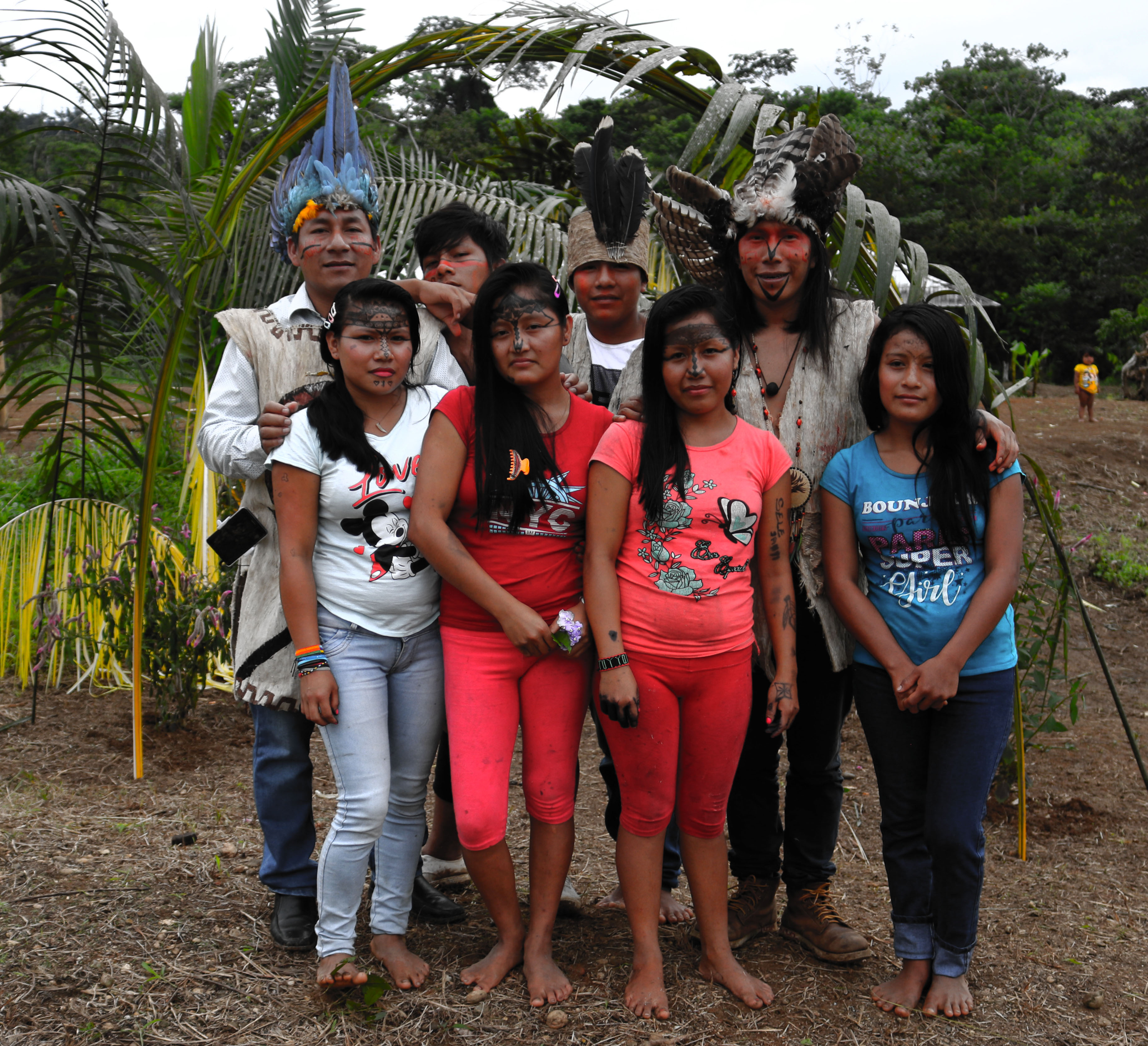

扎巴拉人（西班牙語：Zapara）是生活在厄瓜多尔和秘鲁的亚马逊丛林中的原住民。其文化富有特色，于2008年列入联合国教科文组织人类非物质文化遗产代表作名录。